# Саутолд (переписна місцевість, Нью-Йорк)
Саутолд (англ. Southold) — переписна місцевість (CDP) в США, в окрузі Саффолк штату Нью-Йорк. Населення — 6040 осіб (2020).

## Географія
Саутолд розташований за координатами 41°3′36″ пн. ш. 72°25′38″ зх. д. / 41.06000° пн. ш. 72.42722° зх. д. (41.059912, -72.427282).  За даними Бюро перепису населення США в 2010 році переписна місцевість мала площу 29,32 км², з яких 27,10 км² — суходіл та 2,21 км² — водойми.

## Демографія
Згідно з переписом 2010 року, у переписній місцевості мешкало 5748 осіб у 2414 домогосподарствах у складі 1644 родин. Густота населення становила 196 осіб/км².  Було 3996 помешкань (136/км²).
Расовий склад населення:
| - 93,9 % — білих - 0,8 % — чорних або афроамериканців - 0,8 % — азіатів - 0,4 % — вихідців з тихоокеанських островів - 2,9 % — осіб інших рас |

До двох чи більше рас належало 1,2 %. Частка іспаномовних становила 8,4 % від усіх жителів.
За віковим діапазоном населення розподілялося таким чином: 19,7 % — особи молодші 18 років, 53,7 % — особи у віці 18—64 років, 26,6 % — особи у віці 65 років та старші. Медіана віку мешканця становила 49,7 року. На 100 осіб жіночої статі у переписній місцевості припадало 95,1 чоловіків;  на 100 жінок у віці від 18 років та старших — 90,8 чоловіків також старших 18 років.
Середній дохід на одне домашнє господарство  становив 121 277 доларів США (медіана — 89 769), а середній дохід на одну сім'ю — 140 172 долари (медіана — 107 321). Медіана доходів становила 92 356 доларів для чоловіків та 48 846 доларів для жінок. За межею бідності перебувало 4,8 % осіб, у тому числі 13,3 % дітей у віці до 18 років та 1,1 % осіб у віці 65 років та старших.
Цивільне працевлаштоване населення становило 3027 осіб. Основні галузі зайнятості: освіта, охорона здоров'я та соціальна допомога — 29,4 %, роздрібна торгівля — 8,7 %, публічна адміністрація — 8,6 %, мистецтво, розваги та відпочинок — 8,6 %.